# Красная площадь (Красноярск)
Кра́сная пло́щадь (до 1920 года — Пла́ц–Пара́дная пло́щадь) — городская площадь, расположенная в Железнодорожном районе города Красноярска. Является объектом культурного наследия России регионального значения. В современном виде существует с 1977 года.
Официальное название — «Братская могила бойцов Красной Армии и восставших рабочих города, погибших в боях при освобождении Красноярска в декабре 1919 года – январь 1920 года».
Представляет собой архитектурный ансамбль, композиционным ядром которого является красный обелиск высотой 27 метров, возведённый в память о погибших красноармейцах и сторонниках Советской власти. Перед ней находится стилобат с чашей в виде пятиконечной звезды, предназначенной для вечного огня, а также небольшая аллея сквера с фонтаном.
Является образцом советского монументального искусства, выполненного в симметричных и строгих формах.
В одном из соседних с Красной площадью зданий с 1999 по 2011 год проживал скульптор, Заслуженный деятель искусств РСФСР и почётный гражданин города Борис Мусат.

## Расположение
Красная площадь находится в Железнодорожном районе города Красноярска, недалеко от железнодорожного вокзала.
С северной стороны Красной площади расположены три девятиэтажных жилых дома, объединённые общим зданием одноимённого торгового комплекса. На востоке выходит к проезду на улицу Карла Маркса и двум башням — здания НПП «Радиосвязь» и жилого дома для работников Красноярского электровагоноремонтного завода. С южной стороны расположены многоквартирные кирпичные жилые дома: 2 пятиэтажных хрущёвки и 2 девятиэтажных здания. В северо-западном направлении с площади просматривается здание музыкального театра.

## История

### Российская Империя
После преобразования Красноярска в 1822 году из окружного города в губернский в нём был сформирован гарнизонный батальон. По утверждённому плану в 1828 году в западной части города находились деревянные казармы Красноярского резервного батальона Русской императорской армии и связанные с ними строения, а сама площадь использовалась в качестве плаца для войсковых учений, и потому называлась Плац–Парадной. С южной стороны были выстроены здания военного лазарета и два каменных корпуса жандармской команды. Вокруг площади разрешалось селиться и семьям военных. Первый губернатор Енисейской губернии Александр Степанов в своей книге описал территорию так:
В Красноярске есть казармы для полного батальона Сибирского отдельного корпуса. Они занимают большое пространство земли. Четыре корпуса для рядовых и три для офицеров, будучи отдалены каждый друг от друга заборами, окружают с трех фасадов двор, на котором расположены кухни и все хозяйственные помещения. <...> За лазаретом казармы для жандармской команды и офицера с потребной по количеству лошадей конюшней. Возле батальонных казарм отведено ровное место для плаца.

В центре площади находился оборудованный колодец. Для подъёма воды в зимнее время и устройства теплового бака на нём был поставлен паровой котёл.
В 1891 году были построены дополнительные казармы и другие здания для хозяйственных нужд.
По просьбе Вольного пожарного общества 22 сентября 1900 года на площади была построена новая пожарная часть. Новое здание было занято 3 декабря того же года. Председатель общества организовал строительство не только здания пожарного депо, но и колодца, спортивных снарядов для занятий физкультурой, конюшен и других хозяйственных построек.
В 1916 году Вольное пожарное общество предложило городским властям свои услуги по оказанию медицинской помощи населению в ночное время, и потому 1 декабря с разрешения губернатора на площади была открыта станция ночных дежурств врачей, на которой дежурили врач и извозчик для доставки врача к пациенту. Срочные вызовы можно было принять по телефону.

### Период Гражданской войны
В годы Гражданской войны в России производились массовые расстрелы красногвардейцев и примкнувших к ним рабочих активистов.
В 1918–1919 годах в казармах был расквартирован Итальянский экспедиционный корпус и Чехословацкий полк. Итальянцы прочно обосновались в них, имели свою пекарню, мастерские, амбар и госпиталь. Они участвовали в боевых действиях против партизан.
После восстания против власти Верховного правителя России Александра Колчака в 1919 году Красноярск оказался под контролем сторонников Советской власти. 5 января 1920 войска Восточного фронта Русской армии стремились пробиться в Красноярск с целью подавить его, однако на следующий день в ходе красноярской операции части 5-й армии РККА и партизаны начальника штаба объединённой партизанской армии Петра Щетинкина разбили их и вступили в освобождённый Красноярск. Тела погибших 75 человек из числа красноармейцев и других участников восстания захоронены 7 января в братской могиле на Плац–Парадной площади. Спустя несколько дней на её месте появился небольшой деревянный памятник. Тогда же площадь стала именоваться Красной.

### Советский союз
После Октябрьской революции площадь сохранила свое военное значение. Она использовалась для обязательной военной подготовки граждан Всевобуча и других массовых мероприятий.
В 1920 году гарнизонный военный госпиталь переехал с площади в бывшее здание Красноярской духовной семинарии. Пожарная служба в том же году переместилась в здание пассажа.
В 1927 году завершено строительство новой физкультурной площадки для дружин и пионерских отрядов пожарного общества.
После окончания Великой отечественной войны с 1945 по 1948 год Красная площадь использовалась для размещения временных построек с целью содержания японских военнопленных, составлявших до 80% всех рабочих на городских предприятиях.
С 1949 года пространство рядом с площадью начал осваивать Радиотехнический завод.
В 1953 году на месте братской могилы был установлен новый пирамидальный каменный обелиск, около которого к 1968 году организован Пионерский караульный пост №1 и зажжён первый Красноярский вечный огонь. Право стоять в почётном карауле имели только лучшие пионеры и комсомольцы города.
В 1977 году при реконструкции площади по проекту архитектора Арэга Демирханова на ней была установлена усечённая стела «Штык, вонзённый в землю». Её высота 26,5 метров. С северной и южной сторон имеет форму трапеции, с запада и востока форму прямоугольника. Построена как символ окончания Гражданской войны в России и памятник погибшим в боях за Советскую власть. Изначальный монумент снесён.

### Современная Россия
В 2009 году стела прошла реконструкцию: с неё сняли гранитные плиты и покрасили под текстуру сиенита.
В 2020 году региональное отделение Союза архитекторов России под инициативой правительства Красноярского края и администрации города проводило конкурс по обновлению культурно-исторического облика Красной площади. Глава города Сергей Ерёмин высказался об этом так:
Наша Красная площадь уже давно нуждается в реконструкции и благоустройстве. При подготовке проекта очень важно принять во внимание такой аспект, как сохранение памятных объектов. Вместе с тем, площадь должна обрести современный облик, стать более полезным в функциональном плане общественным пространством.
В конкурсе на лучшую концепцию новой площади победила группа молодых архитекторов, представивших план возведения прямоугольного пруда, в котором отражалась бы стела, а также подземной парковки, торговых павильонов, амфитеатра и скейт-парка.
23 января 2021 года Красная площадь стала местом массовых протестов в поддержку оппозиционного российского политика Алексея Навального. Сотрудники ОМОН стремились оттеснить протестующих, время от времени провоцируя потасовки, однако им удалось преодолеть выстроившуюся стенку из полицейских и направиться по городским улицам в сторону Площади Революции и здания мэрии. По данным городской администрации, в демонстрации участвовали около 800 человек. Организаторы заявили о 2–3 тысячах участников. Не менее 100 человек были задержаны.
При подготовке к строительству тоннеля Красноярского метротрамвая между станциями «Вокзальная» и «Площадь Революции» в 2024 году у площади были обнаружены археологическое находки времён XIX века. Находки включали многочисленные фрагменты керамики, стеклянной посуды, железные гвозди и другие предметы.
Ежегодно на ней проходят праздничные мероприятия, посвящённые Дню Победы в Великой Отечественной войне.

## Охрана и статус
В 1980 году решением исполкома Красноярского краевого Совета народных депутатов Красная площадь взята под государственную охрану.
С 2013 года в соответствии с приказом Министерства культуры РФ братская могила на площади подлежит обязательному сохранению как объект культурного наследия России регионального значения.

## Транспорт
Рядом с Красной площадью находится одноимённая остановка общественного транспорта для автобусов и троллейбусов.